# Apple Lisa
Lisa — рабочая станция, созданная компанией Apple в начале 1980-х. Название компьютер получил по имени дочери Стива Джобса — Лизы Бреннан-Джобс, которую предприниматель изначально не признавал своей.
Lisa в начале 1980-х была во многих отношениях более передовой (и значительно более дорогой) системой, нежели Macintosh. Так, например, в ней были реализованы защищённая память, кооперативная многозадачность, в целом более сложная файловая система, встроенный скринсейвер, передовой калькулятор с бумажной лентой и обратной бесскобочной польской записью, поддержка до 2 Мбайт ОЗУ, вспомогательная цифровая клавиатура, системы защиты от нарушения данных (как, например, block sparing), возможность иметь несколько документов с одинаковыми именами, более высокое разрешение дисплея. На Мас всё вышеперечисленное было реализовано лишь спустя много лет. Например, аналогичный защищённый режим памяти появился лишь в Mac OS X (2001 год). Макинтош, однако, оснащался более быстрым процессором Motorola 68K с тактовой частотой 7,89 МГц и имел встроенную звуковую подсистему. Операционная система Lisa и программы для неё сильно нагружали процессор Motorola 68000 с тактовой частотой 5 МГц, что особенно чувствовалось при прокрутке объемных документов.
Компьютер был назван в честь дочери Стива Джобса от первого брака. Однако Джобс не признавал этот факт, и был придуман бэкроним — англ. local integrated systems architecture «локальная интегрированная системная архитектура».

## История
Проект стартовал в 1978 году и постепенно разросся до очень амбициозной задачи: создать мощный компьютер с новаторским графическим интерфейсом, пригодный для бизнес-задач.
В 1982 году от проекта был отстранён Стив Джобс, непосредственно после этого возглавивший рабочую группу из сотрудников для работы над другим проектом — «Макинтош», главным идеологом которого первоначально был Джеф Ра́скин. Вопреки распространённому мнению, Маки, которые получились в результате, не были дальнейшим развитием компьютеров Lisa, хотя и имели некоторое сходство.
Lisa была представлена публике в январе 1983 года.

## Lisa 1
Первая модель стоила 9995 $ и имела следующую комплектацию:
- процессор Motorola 68000 (на частоте 5 МГц) без FPU;
- 16-битная шина адреса/16-битная шина данных (на частоте 5 МГц) с тремя проприетарными слотами расширения;
- ОЗУ 512 или 1024 Кбайт;
- ПЗУ 16 Кбайт тестового и стартового кода;
- чёрно-белый встроенный монитор 12" 720×364 прямоугольных пикселей;
- два RS-232-порта и CVSD-аудиовыход (моно);
- два флоппи-дисковода по 5,25" (871 кБ, специальные дискеты)
- внешний HDD на 5 МБ;
- мышь и клавиатура;
- графический интерфейс пользователя;
- потребляемая мощность — 150 Вт;
- габариты системного блока — 15,2" высота ×18,7" ширина ×13,8" глубина;
- вес 22 килограмма;
- операционная система LisaOS/MacWorks.

## Lisa 2
Компьютеры Lisa 2, появившиеся в январе 1984 года, стоили от 3495 до 5495 долларов, что значительно дешевле оригинальной модели. Накопители на гибких дисках Twiggy были заменены на один 3,5" дисковод Sony Microfloppy объёмом в 400 Кбайт. Было возможно приобрести компьютер с ОЗУ 512 Кбайт или 2 Мбайт. Внешний и встроенный накопители Widget были доступны как стандартные решения в других конфигурациях. В 1984 году, в то же самое время, был официально представлен Macintosh, и Apple предложила свободный апгрейд до уровня Lisa 2 для всех владельцев Lisa 1 путём замены двух дисководов Twiggy на один 3,5" дисковод, установки винчестера объёмом 10 Мбайт и обновления ПЗУ. Кроме того, для размещения нового дисковода устанавливалась лицевая панель от Lisa 2 взамен штатной.
Сторонними фирмами были выпущены платы расширения, но их число было очень мало.

## Особенности
Операционная система была написана на языке Pascal, поддерживала многозадачность и файл подкачки (виртуальную память) — по тем временам значительное достижение для микроЭВМ. При этом использование файла подкачки приводило к сильному замедлению работы.
С компьютером поставлялось 7 программ: LisaWrite, LisaCalc, LisaDraw, LisaGraph, LisaProject, LisaList и LisaTerminal. Считалось, что они способны выполнить любую задачу, которая может понадобиться рядовому пользователю.
Программирование для Lisa было крайне затруднено: требовался второй такой же компьютер и дорогая среда разработки. Такой подход подорвал доверие сторонних разработчиков ПО. В большинстве случаев программы, кроме тех, которые Apple посчитала достаточными, так и не были реализованы для этого компьютера.
Компьютер плохо продавался, бизнес-пользователям не нравилась высокая цена, и вместо него чаще всего закупали компьютеры IBM PC/XT, уже достаточно популярные в то время.
Самым крупным заказчиком на поставку Lisa стало американское космическое агентство NASA; в свою очередь, когда выпуск Lisa прекратился, агентству пришлось заменить весь парк персональных компьютеров.
При своей передовой ОС и удобном графическом интерфейсе Lisa работала довольно медленно, a развитие линейки макинтош, которая также обладала графическим интерфейсом, но стоила дешевле, усугубляло её положение, создавая внутреннюю конкуренцию.
Создатели Lisa слишком много надежд возлагали на программную эмуляцию устройств, что сильно замедляло работу системы в целом.
Было выпущено всего 2 модели, после чего в 1986 г. развитие линии Lisa было прекращено.

## Историческое значение
Хотя в целом серия Lisa считается коммерчески неуспешной, она сыграла важную роль в процессе массовой компьютеризации. При всех своих ограничениях то, для чего она была предназначена, Lisa делала хорошо. Был период, когда во многих американских офисах работал хотя бы один такой компьютер, на котором сотрудники могли попеременно готовить документы, выглядящие очень достойно, гораздо лучше, чем получались на конкурирующих ПЭВМ.
Тем самым была подготовлена почва для внедрения Macintosh, гораздо более коммерчески успешной серии. Сотрудники оценили удобство графического интерфейса, простоту управления мышью, качество исполнения документов.

## Первый серьёзный опыт локализации
Вскоре после выхода на американский рынок Apple подготовила локализованные версии: полный перевод интерфейса, справочного руководства, сообщений программ BIOS, прикладных программ и клавиатурной раскладки. Локализация на британском варианте английского, французском, немецком, итальянском и испанском языках, вскоре - на скандинавских, были выполнены с помощью сотрудников представительств Apple в разных странах. Такая серьёзная работа сказалась на результатах продаж: за время существования модели в Европе было продано не меньше компьютеров, чем в США.
Тем самым Apple задала высокий стандарт качества для будущих локализаций программного обеспечения вообще, а также в международной координации проектов.

## Видео
- A LISA Filmed Demonstration from 1984  (англ.)
- Видео о загрузке Lisa 2/10 и работе с документами  (англ.)
- Видеодемонстрация работы с LisaDraw  (англ.)